# Let's Be Cops
Let's Be Cops (titulada: Vamos de polis en España y Agentes del desorden en Hispanoamérica) es una película estadounidense de comedia y acción de 2014, dirigida por Luke Greenfield y coescrita junto a Nicholas Thomas. La película está protagonizada por Jake Johnson y Damon Wayans, Jr. y coprotagonizada por Nina Dobrev, Rob Riggle, James D'Arcy y Keegan-Michael Key. La cinta se estrenó el 13 de agosto de 2014.

## Argumento
Dos viejos amigos, Justin Miller (Wayans), un diseñador de videojuegos con dificultades, y Ryan O'Malley (Johnson), un ex universitario mariscal de campo desempleado y arruinado, recuerdan un pacto que hicieron una vez: si no hubieran "logrado" en Los Ángeles antes de los treinta, regresarían a su natal  Columbus. Al salir de un bar, su coche es atropellado por un Mercedes Benz G500 conducido por una banda albanesa, que los intimida para que no tomen represalias.
Justin intenta lanzar un videojuego sobre policías, pero su jefe, Todd, rechaza la idea con rudeza. Más tarde, Ryan lo convence de usar los uniformes de policía de su presentación como disfraces para la fiesta de reunión de la universidad. Al asistir, conocen a muchos excompañeros de clase exitosos y ambos se enfrentan a una sensación de fracaso y aceptan mutuamente honrar su pacto. Mientras caminan a casa, son tratados como verdaderos policías y deciden disfrutar de la broma. Echan a la pandilla albanesa de Georgie's, un restaurante local. Le permite a Justin finalmente llamar la atención de Josie, una mesera que le atrae y que trabaja en dicho restaurante.
Ryan decide llevar el engaño más allá de una noche. Aprende los procedimientos oficiales en YouTube y compra un Ford Crown Victoria de patrulla de policía usado, modificándolo con calcomanías para que parezca un auto de la LAPD real. Aunque reacio, Justin acepta continuar la farsa y, a través de ella, comienza una relación con Josie. Ryan se venga de los albaneses que golpearon su coche, sin saber que en realidad son unos mafiosos que chantajean al dueño de Georgie. Durante sus muchas travesuras, Ryan y Justin terminan en una llamada de socorro real con el oficial de patrulla Segars. La experiencia sacude a Justin, quien se da cuenta de que se enfrenta a una pena de cárcel grave si se expone. Intenta "retirarse", pero recibe una llamada telefónica de Josie sobre un hombre que la acosa con frecuencia en el trabajo. Resulta ser Mossi Kasic, el líder de la misma mafia albanesa. Una vez más, la pareja se siente intimidada para que no haga nada.
A través de Segars, Ryan obtiene equipo de vigilancia para reunir pruebas y encerrar a Mossi, junto con un socio no identificado que ha estado investigando a la pareja. Ryan convence a Justin de que realice una operación encubierta para obtener información sobre un envío incriminatorio de cajas. Durante la misión, descubren las cajas llenas de equipo y armas SWAT, junto con los túneles secretos que corren entre el club de Mossi y el restaurante de Georgie. Esto requiere la adquisición del restaurante, lo que explica el chantaje. Después de algunos encuentros cercanos con los mafiosos, apenas logran escapar. Harto, Justin insiste en enviar la evidencia de forma anónima, pero Ryan, que encuentra un propósito en su vida nuevamente, está decidido a entregarla personalmente. Luchan y se separan.
Ryan lleva su evidencia a Segars, quien recomienda que se dirija a la máxima autoridad, que es el detective Brolin. Desafortunadamente, Brolin es en realidad el socio comercial de Mossi. Después de reconocerse instantáneamente, Ryan sale de la estación, pero su repentina amenaza ha hecho desaparecer su cobertura. Mientras tanto, Justin decide "ser hombre" y, de uniforme, vuelve a lanzar su juego de manera asertiva. Uno de los oficiales de Brolin aparece para intentar matarlo, sin darse cuenta, ayudando a vender el terreno de juego. Ryan es secuestrado y Mossi envía un mensaje amenazante a Justin. Abrumado, Justin pide ayuda a Segars después de admitir todo. También le confiesa a Josie que no es un policía de verdad, lo que había intentado hacer anteriormente, y ella lo deja disgustada.
Justin entra en los túneles solo mientras Ryan enfrenta a Mossi y Brolin entre sí, lo que lleva a Mossi a disparar y matar al detective. Justin intenta salvar a su amigo, pero es dominado. Llega Segars, lo que hace que Mossi y su tripulación se retiren. Segars amonesta al dúo por su engaño y les ordena que se vayan antes de perseguir a los mafiosos, sin esperar refuerzos. Ryan y Justin están de acuerdo en que no pueden abandonarlo y se preparan con el equipo SWAT. Salvan a Segars, pero queda incapacitado. La pareja luego se enfrenta a Mossi solo, durante el cual los dos se reconcilian. No logran sacarlo, pero afortunadamente, Segars puede aparecer y dispara a Mossi en el costado del cuello, salvando a Justin y Ryan.
Gracias a la respectiva confianza y motivación ganadas durante sus personificaciones, Justin se ha convertido en un exitoso desarrollador de juegos, mientras que Ryan se gradúa de la academia de policía como un verdadero miembro de pleno derecho de la policía de Los Ángeles. Justin se disculpa con Josie y, después de que ella lo perdona, reavivan su relación. Ryan, sin embargo, todavía no ha renunciado a su diversión como policías juntos, y convence a Justin de que se ponga el uniforme falso una vez más y se una a él en la patrulla.

## Elenco
- Damon Wayans, Jr. como Justin Miller / Oficial Chang.
- Jake Johnson como Ryan Davis / Oficial O'Malley.
- Rob Riggle como Segars.
- Nina Dobrev como Josie.
- Keegan-Michael Key como Pupa.
- James D'Arcy como Mossi Kasic.
- Andy García como Detective Brolin.
- Jon Lajoie como Todd Connors.
- Tom Mardirosian como Georgie.
- Natasha Leggero como Annie.
- Rebecca Koon como Lydia.
- Nelson Bonilla como Pasha.
- Jeff Chase como Leka.
- Jwaundace Candece como JaQuandae.
- Briana Venskus como Precious.
- Alec Rayme como Misha.
- Ron Caldwell como Ron.

## Producción
Las tomas principales comenzaron en mayo de 2013 en Atlanta, Georgia, y terminaron en julio de ese mismo año.

## Estreno
La película fue estrenada el 13 de agosto de 2014.

## Recepción

### Crítica
La película recibió en general críticas negativas. En el sitio web especializado Rotten Tomatoes tiene un porcentaje de aprobación de 18%, basado en 71 críticas, con un puntaje medio de 3.8/10. En el sitio web Metacritic, la película tiene un puntaje de 30 sobre 100, basado en 23 críticas.
El crítico David Palmer le dio a la película un puntaje de 7 sobre 10, diciendo que la química de Johnson y Wayans Jr. es la mejor parte de la película.

### Taquilla
La película recaudó $8.4 millones de dólares el primer miércoles y jueves de estreno en Estados Unidos, mientras que en su primer fin de semana recaudó un total de $17.813.722 dólares.
Recaudó $82.4 millones de dólares en América del Norte y $42.7 millones en otros territorios, para un total neto de $125.1 millones de dólares contra un presupuesto de $17 millones.